# Ejectorseat
Ejectorseat is een vijfkoppige Britse indieband uit Derby.

## Geschiedenis
Ejectorseat werd opgericht in 2003 en bestaat uit Peter Backler, Barrington Molé, Phil Tonge, Luke Daniels en James Dowse. In 2004 waren ze supportact voor Girls Aloud In juni 2006 kwam hun debuutsingle Attack Attack Attack uit. Het nummer werd veelvuldig gepromoot door BBC Radio 1 en kreeg ook veel airplay op regionale stations. Op iTunes klom Attack Attack Attack tot op de negende plaats.
De band toerde gedurende de maanden oktober en november van 2006 door Engeland en Schotland. In januari 2007 doken ze weer de studio in om verder te werken aan hun album dat in de zomer van 2007 uitkomt.

## Discografie

### Singles
- Attack Attack Attack (2006)
- What Do They Care (april 2007)